# رینتسنبرگ
رینتسنبرگ (به آلمانی: Rinzenberg) یک شهر در آلمان است که در بیرکنفلد واقع شده‌است. رینتسنبرگ ۳۰۷ نفر جمعیت دارد.